# 王继严
王继严（？—941年），五代十国時期光州固始（今河南固始）人，閩國惠宗王延钧之子。母亲劉華。
王继严官至检校尚书、户部员外郎。康宗王继鹏封他为建王，判六军诸卫事。深得士卒之心，康宗猜忌，罢除他的兵权。939年，王继严改名王继裕，永隆年间，恢复王继严的名字，为泉州刺史，因为得民心，景宗猜忌他，将他毒死。